# Hans von Rosen (Reiter)
 Hans Robert von Rosen (* 8. August 1888 in Stockholm; † 2. September 1952 in Lidingö) war ein schwedischer Reiter und zweifacher Olympiasieger.
Er trat bei den Olympischen Sommerspielen 1912 in Stockholm mit seinem Pferd Lord Iron an und gewann mit der schwedischen Mannschaft die Goldmedaille im Springreiten. Acht Jahre später bei den Olympischen Sommerspielen in Antwerpen konnte er mit seinem Pferd Poor Boy die zweite Goldmedaille im Mannschafts-Springreiten gewinnen. Er trat mit dem Pferd Running Sister auch in der Dressur an und wurde dort Dritter.